# Desa Nyalindung (administrativ by i Indonesien, lat -6,79, long 107,92)
Desa Nyalindung är en administrativ by i Indonesien.   Den ligger i provinsen Jawa Barat, i den västra delen av landet, 140 km sydost om huvudstaden Jakarta.